# 9e Convention nationale acadienne
La IXe convention nationale acadienne a lieu en 1927 à Moncton, au Nouveau-Brunswick (Canada).
Des recommandations sont faites afin d'améliorer la représentativité des Acadiens au gouvernement du Nouveau-Brunswick. Les Acadiens sont encouragés à se regrouper en coopératives pour les achats et les ventes de produits de la ferme, de la forêt, de la pêche et de l'industrie. Les Acadiens sont incités à utiliser le plus possible le français dans leurs correspondances avec les divers ministères fédéraux et provinciaux, et à s'adresser en français dans les magasins.